# U-204
Unterseeboot 204 foi um submarino alemão do Tipo VIIC, pertencente a Kriegsmarine que atuou durante a Segunda Guerra Mundial.

## Comandantes
| Comandante         | Data                                       |
| ------------------ | ------------------------------------------ |
| Kptlt. Walter Kell | 8 de março de 1941 - 19 de outubro de 1941 |

## Subordinação
Durante o seu tempo de serviço, esteve subordinado às seguintes flotilhas:
| Período                                   | Flotilha                                  |
| ----------------------------------------- | ----------------------------------------- |
| 8 de março de 1941 - 1 de maio de 1941    | 1. Unterseebootsflottille (treinamento)   |
| 1 de maio de 1941 - 19 de outubro de 1941 | 1. Unterseebootsflottille (serviço ativo) |

## Operações conjuntas de ataque
O U-204 participou das seguinte operações de ataque combinado durante a sua carreira:
- Rudeltaktik West (5 de junho de 1941 - 16 de junho de 1941)
- Rudeltaktik Kurfürst (16 de junho de 1941 - 20 de junho de 1941)
- Rudeltaktik Breslau (5 de outubro de 1941 - 19 de outubro de 1941)